# Конопница
Конопница је насеље у Србији у општини Власотинце у Јабланичком округу. Према попису из 2022. било је 685 становника.

## Положај и тип
Село лежи десно од корита Власине, у долини Конопничке речице. У близини конопнице су села Шишава са источне и Стајковце са западне стране. Воду за пиће становници добијају из бунара и са једне чесме. Чесма је у горњем делу села и зове се Плоча.
Потесу у пољу су: Преко Власине, Под Бели брег, Плавиште и Позаградец. Потеси на брдовитом земљишту су: Тршевина, Браник (шума), Зли дол (виногради), Кладенчиња, Селиште, Голи Рид, Висока Чука и Градец.
Услед положаја у долини Конопница има низни тип: издужена је 2 километра у правцу север—југ. Дели се на Доњу и Горњу махалу. У свакој махали разликују се сродничке групе кућа: Пашалци, Тошинци, Цоцинци, Лукарци и др.

## Старине и прошлост
Конопница такође лежи крај старог пута Лесковачке котлине, који је водио десно од Јужне Мораве. То је свакако пут још из римског доба. Има правац Власотинце—Ниш. У народу се зове "Нишки пут". Због тога и у овом селу постоје старине из разних историјских периода.
Градац је стеновито узвишење у јужном делу села, крај поментуог пута. Становници причају да су овде некада живели "Латини". Они су имали куће на Градецу. Још се изводи да је камен потребан за зидове донесен из долине Козарачке реке у Грделичкој клисури. На Градецу — средњовековном утврђењу — сада се могу наћи по нека "тугла" и малтер. Камен од порушених зидова сељаци су употребили приликом грађења својих кућа. У подножју Градеца ископани су стари гробови. Судећи по дужини бутних костију, верује се да су у тим гробовима сахрањивани високи људи. У једном гробљу нађено је 6 лобања.
Потес Селиште лежи североисточно од Конопнице, крај пута за суседно Рајно Поље. Како се прича, тамо нема остатака од старина. На сувом земљишту је само неколико њива. Нико не зна да ли је на селишту некада било насеље.
Конопница се рачуна у стара села Власотиначког краја: помиње се у једном путопису из прве половине 16. века.
Црква Успење пресвете Богородице налази се у Доњој махали села. Како се прича, грађена је на остацима старог храма "за време лесковачког паше". Тачније: конопничка црква је из 1840. године. Пред крај турске владавине ова црква била је једина за сва села западно од Власотинца. Празницима цркву су посећивали становници из више околних насеља.
Сеоска слава је на дан Велике Госпође. Тада се овде одржава један од највећих сабора у доњем сливу Власине. Тог дана има гостију из разних лесковачких села. Сеоско гробље је у близини цркве са горње стране.
Конопница има доста стару мушку школу, која отворена 1868. године. Школа се помиње 1878. године, има лепо здање поред месне цркве, али не ради због мањка учитељског кадра. Године 1931. месна основна школа је понела назив "Стеван Синђелић".
Године 1879. извршен је попис Власотиначког среза. У селу Конопница записано је: 53 куће са 301 душом, од њих су само двојица мушкараца писмени, а број пореских глава износио је 73.

## Демографија
У насељу Конопница живи 760 пунолетних становника, а просечна старост становништва износи 39,8 година (40,2 код мушкараца и 39,4 код жена). У насељу има 289 домаћинстава, а просечан број чланова по домаћинству је 3,42.
Ово насеље је у потпуности насељено Србима (према попису из 2002. године).
|  |

| Демографија | Демографија | Демографија |
| Година      | Становника  | Становника  |
| ----------- | ----------- | ----------- |
| 1948.       | 845         |             |
| 1953.       | 900         |             |
| 1961.       | 924         |             |
| 1971.       | 978         |             |
| 1981.       | 989         |             |
| 1991.       | 1.020       | 1.007       |
| 2002.       | 989         | 1.029       |
| 2011.       | 863         |             |
| 2022.       | 685         |             |

| Етнички састав према попису из 2002.‍ | Етнички састав према попису из 2002.‍ | Етнички састав према попису из 2002.‍ | Етнички састав према попису из 2002.‍ | Етнички састав према попису из 2002.‍ |
| ------------------------------------ | ------------------------------------ | ------------------------------------ | ------------------------------------ | ------------------------------------ |
|                                      |                                      |                                      |                                      |                                      |
| Срби                                 | Срби                                 |                                      | 989                                  | 100,0%                               |

| Година пописа     | 1948. | 1953. | 1961. | 1971. | 1981. | 1991. | 2002. |
| ----------------- | ----- | ----- | ----- | ----- | ----- | ----- | ----- |
| Број домаћинстава | 114   | 139   | 169   | 195   | 223   | 238   | 289   |

| Број чланова      | 1  | 2  | 3  | 4  | 5  | 6  | 7  | 8 | 9 | 10 и више | Просек |
| ----------------- | -- | -- | -- | -- | -- | -- | -- | - | - | --------- | ------ |
| Број домаћинстава | 27 | 97 | 41 | 54 | 19 | 33 | 11 | 5 | 1 | 1         | 3,42   |

| Пол    | Укупно | Неожењен/Неудата | Ожењен/Удата | Удовац/Удовица | Разведен/Разведена | Непознато |
| ------ | ------ | ---------------- | ------------ | -------------- | ------------------ | --------- |
| Мушки  | 388    | 58               | 311          | 16             | 3                  | 0         |
| Женски | 403    | 40               | 321          | 36             | 6                  | 0         |
| УКУПНО | 791    | 98               | 632          | 52             | 9                  | 0         |

| Пол    | Укупно                    | Пољопривреда, лов и шумарство | Рибарство                            | Вађење руде и камена | Прерађивачка индустрија       |
| ------ | ------------------------- | ----------------------------- | ------------------------------------ | -------------------- | ----------------------------- |
| Мушки  | 272                       | 121                           | 0                                    | 0                    | 42                            |
| Женски | 126                       | 99                            | 0                                    | 0                    | 12                            |
| УКУПНО | 398                       | 220                           | 0                                    | 0                    | 54                            |
| Пол    | Производња и снабдевање   | Грађевинарство                | Трговина                             | Хотели и ресторани   | Саобраћај, складиштење и везе |
| Мушки  | 3                         | 75                            | 12                                   | 4                    | 2                             |
| Женски | 0                         | 0                             | 7                                    | 0                    | 0                             |
| УКУПНО | 3                         | 75                            | 19                                   | 4                    | 2                             |
| Пол    | Финансијско посредовање   | Некретнине                    | Државна управа и одбрана             | Образовање           | Здравствени и социјални рад   |
| Мушки  | 0                         | 0                             | 7                                    | 2                    | 1                             |
| Женски | 0                         | 0                             | 0                                    | 5                    | 1                             |
| УКУПНО | 0                         | 0                             | 7                                    | 7                    | 2                             |
| Пол    | Остале услужне активности | Приватна домаћинства          | Екстериторијалне организације и тела | Непознато            | Непознато                     |
| Мушки  | 2                         | 0                             | 0                                    | 1                    | 1                             |
| Женски | 1                         | 0                             | 0                                    | 1                    | 1                             |
| УКУПНО | 3                         | 0                             | 0                                    | 2                    | 2                             |

## Познате личности
- Гаврило Стојановић, српски педагог и песник